# Enra
Enra (en japonés: エンラ) es una compañía multidisciplinaria de artes escénicas japonesa que mezcla el arte del performance, la danza, la música, el arte digital, la animación, la tecnología y la luz en sus espectáculos. Se trata de una institución cultural que monta shows por todo el mundo con el propósito de demostrar los límites de innovación y creatividad de un show en vivo. Fue fundada el 1 de marzo de 2012.

## Concepto
La compañía con base en Tokio, Japón, desafía diferentes formas de expresión y crea un trabajo más complejo con una visión diferente del mundo, esta idea está basada al considerar que existe potencial para la combinación de imágenes y performance. Para la realización de esta compañía fue necesario conocer grandes artistas capaces de crear un nuevo tipo de entretenimiento. enra es un proyecto para presentar un entretenimiento único en colaboración con imágenes creadas y actuaciones de especialistas de diversos géneros. Las imágenes utilizadas en las presentaciones no se limitan a los gráficos, sino que se extienden a la escritura y puesta en escena interactiva, que solía ser imposible expresar antes. La primera generación de miembros es de primera clase, con habilidades y expresiones de calidad que vienen de diversos orígenes de géneros como Kung-fu, acrobacia, ballet, malabares, gimnasia rítmica y danza de animación. Basta con mirar a la alineación de los intérpretes solos, se puede ver lo único que este equipo ya es. Los espectáculos muestran una puesta en escena fusionado con imágenes que traerán un nuevo tipo de entretenimiento con potenciales ilimitados.

## Origen del nombre
De acuerdo con Mainichi Shimbun: "El nombre del grupo se deriva del espíritu yōkai japonés que cambia en forma de humo, Enenra".

## Miembros
Actualmente entre los miembros que componen esta compañía se encuentran:
- Nobuyuki Hanabusa (Director creativo y artista visual).

- Tsuyoshi Kaseda
- Maki Yokoyama
- Saya Watatani
- Tachun
- Yusaku Mochizuki
- Kazunori Ishide
- Takako Morimoto
- Aoi Nonaka

## Presentaciones
En Japón, enra realizó una notable presentación como invitado del primer ministro de Japón en la cena de bienvenida oficial para el Comité Olímpico Internacional (COI) durante su evaluación del plan de los Juegos Olímpicos de Tokio 2020, un evento que también sirvió para conmemorar el 50 aniversario de los Juegos Olímpicos de Tokio de 1964.
En marzo de 2016, enra inició su gira de 2016 en Japón con una actuación pública en el Ayuntamiento de Kitazawa en Shimokitazawa, Tokio.
Con una respuesta positiva en Japón y en el extranjero, enra ha llevado sus presentaciones alrededor del mundo, y se han presentado en los escenarios tales como el Festival de Cine de Cannes en Francia, en America´s got Talent en Estados Unidos, en Lisboa etc, cubriendo más de dos docenas de países diferentes en los 6 continentes.

### 2012
- Japón: Short Shorts Film Festival & Asia 2012 Award Ceremony
- Japón: Kiryu Short Film Festival 2012 Opening Act
- Japón: Momoiro Clover Z X’mas Eve Live
- Japón: Information & Media 10th Anniversary, Doshisha Women’s College of Liberal Arts
- Japón: IOC Evaluation Commission Visit - Prime Minister’s Tokyo 2020 Dinner

### 2013
- Hong Kong: Citibank ULTIMA Card Presentation
- Indonesia: NET. Mediatama Indonesia Launch Event
- Rumania: Summer Well Music Festival 2013, Bucharest
- Japón: Honda Fit & Fit Hybrid Unveiling
- Japón: Mori Art Museum 10th Anniversary Gala Dinner
- Japón: Sharp “AQUOS XL10” Web Commercial
- China: “primitive” Guest Performance at Hermès Forum

### 2014
- Japón: Patek Philippe 175th Anniversary Event
- Japón: Bioderma Japan Anniversary Party
- Catar: “Japanese Projection” Show in Doha
- Francia: CB 30th Anniversary - Extreme Event at Le Petit Palais, Paris
- Francia: Performance at Opéra Comique, Paris
- Alemania: Zeiss AG "ZEISS Forum”
- España: TV “El Hormiguero”
- Singapur: Samarpana 2014: The Asian Festival of Classical Dance
- Japón: “→PJ←WONDERLAND~” with →Pia-no-jaC← at Zepp Tokyo
- República Checa: Volkswagen Passat 8 Event
- Japón: “primitive” Show in Tokyo
- China: “primitive” Show in Hong Kong
- Singapur: Morgan Stanley Gala Dinner
- SK-II Web Commercial

### 2015
- Estados Unidos: 16th Contemporary Dance Showcase: Japan + East Asia
- Estados Unidos: 31st Space Symposium
- China: Hewlett-Packard Event
- Turquía: Gala Modern at the Istanbul Museum of Modern Art
- Suiza: IWC Gala Dinner
- Costa Rica: TEDxPuraVida
- Bahrain: Corporate Event
- Estados Unidos: TV “America’s Got Talent”
- Francia: 68th Festival de Cannes - Award Ceremony
- Singapur: "primitive" Show at Esplanade Presents "Flipside 2015"
- Suiza: Red Cross Ball – Gala Dinner, Geneva
- Taiwán: Performances at Taiwan National Theater
- Rumania: Orange 4U Performance
- Japón: Lexus 10th Anniversary Event
- Estados Unidos Tour 2015
  - Birmingham, Alabama
  - Memphis, Tennessee
  - Durango, Colorado
  - Detroit, Míchigan
  - Knoxville, Tennessee
- Portugal: Residency at Centro Cultural de Belém, Lisbon

### 2016
- India: Corporate Event
- Japón: Google Brandcast Tokyo
- Italia: Corporate Event at Pala Alpitour
- UAE: YPO EDGE Conference Opening
- Australia: Corporate Event
- Kuwait: Porsche 911 Launch Event
- Japón: Performance with Nobuaki Kaneko of Rize in Tokyo
- Argentina: Coca-Cola Rebranding Event in Buenos Aires
- Singapur: Michelin Guide 2016 Award Ceremony & Gala Dinner
- Japón: "planet" in Achimura, Nagano
- Japón: "newton" at 21st Century Museum of Contemporary Art, Kanazawa
- Alemania: Corporate Event in Berlin
- Japan: PROXIMA Tour 2016
  - Tokio
  - Toyama
  - Sendai
  - Sapporo
  - Niigata
  - Okayama
  - Hyogo
  - Kurume (Fukuoka)
  - Matsumoto (Nagano)
  - Osaka
- United States: North America Tour 2016
- Mexico: North America Tour 2016 
  - Lunas del Auditorio en Auditorio Nacional (México) Ciudad de México